# IEEE 802.18
IEEE 802.18 또는 전파 조정 기술 권고 그룹(Radio Regulatory Technical Advisory Group, RR-TAG)은 LAN/MAN 표준 위원회(LMCS)인 IEEE 802의 워킹 그룹이다. 워킹 그룹은 현재 6가지 전파 기반 시스템에 관한 프로젝트를 진행하고 있다.
- IEEE 802.11: 무선 근거리 통신망(WLAN)
- IEEE 802.15: 무선 개인 통신망(WPAN)
- IEEE 802.16: 무선 도시권 통신망(WMAN)
- IEEE 802.20: 무선 이동성
- IEEE 802.21: 네트워크 간의 핸드오프/상호운용성
- IEEE 802.22: 무선 국소 지역 네트워크(WRAN).